# Arnaud Robert
Arnaud Robert, né le 30 décembre 1976 à Vevey, est un journaliste, réalisateur et écrivain suisse.

## Biographie
Tout d'abord journaliste musical, Arnaud Robert arpente depuis ses débuts l'Afrique et les Caraïbes à la recherche des musiques du monde. Il étend peu à peu son intérêt à d'autres aspects culturels — en particulier le Vaudou, l'art contemporain africain — et aux problèmes de société de ces régions. Il est un rédacteur régulier auprès du Temps à Genève, depuis 1998, et du  Monde.
Il publie ses premiers articles dans le quotidien La Presse Riviera Chablais, en 1993.
Il a été brièvement rédacteur en chef du magazine So Jazz à sa création, et a publié des articles dans Les Inrockuptibles, Vibrations, La Repubblica, Internazionale, etc.
Il est également journaliste à la Radio télévision suisse et réalisateur de documentaires sur la musique ou la religion.
Il est un des concepteurs de l'exposition Vodou - un art de vivre, en 2008, au Musée d'ethnographie de Genève, exposition reprise ensuite à Amsterdam, Göteborg, Berlin, Brême et Ottawa.
Entre 2009 et 2012 il publie une série de livres atypiques intitulée Hors-Bord avec le peintre Frédéric Clot.

## Filmographie
- 2002 : Bamako is a Miracle, documentaire de Samuel Chalard, Maurice Engler et Arnaud Robert. Prix Bartok du Comité du Film ethnographique, Paris, 2003. Prix RFO, Festival Vues d'Afrique, Montréal, 2002.
- 2011 : Bondye Bon (Dieu est bon), documentaire de Ian Jaquier et Arnaud Robert. Prix de La Relève via Le Monde, Festival Vues d'Afrique, Montréal, 2011.
- 2015 : Gangbé !, documentaire d'Arnaud Robert, produit par Aline Schmid/Intermezzo. Compétition Internationale Festival Visions du Réel, avril 2015, Nyon, oui. Compétition Internationale Fidadoc, mai 2015, Agadir, Maroc[2],[3],[4]
- 2022 : La grande bataille des toilettes, documentaire d'Arnaud Robert, produit par Juliette Guigon et Patrick Winocour/Quark, Intermezzo, Heidi.news. Grand prix ADAV du Festival Pariscience 2022[5],[6].
- 2022 : Happy Pills, , documentaire de Arnaud Robert et Paolo Woods, produit par Luc Peter et Katia Monla/Intermezzo. Compétition Internationale Festival Dei Popoli, 2022, Florence[7],[8].

## Émissions de radio
- Depuis 2002 : contributeur régulier pour plusieurs émissions de la Radio télévision suisse : Paradiso, Dromadaire sur l'épaule, De quoi j'me mêle, Vacarme. Reportages en Jamaïque, Brésil, Haïti, Bénin, Nigeria, Afrique du Sud, Indonésie, Inde, Taïwan, Sénégal, États-Unis.

## Publications
Livres d'artistes
Série Hors-bord:
- L'Application, art&fiction, Lausanne, 2009
- Les Dimanches, art&fiction, Lausanne, 2009
- Insulation, art&fiction, Lausanne, 2010
- Les Afters, art&fiction, Lausanne, 2010
- Bobo fasciste, art&fiction, Lausanne, 2012
- Depuis les vitres, art&fiction, Lausanne, 2012
- Playzone, art&fiction, Lausanne, 2012

Catalogues/Livres
- « Ouvert pour cause d'inventaire. L'histoire partagée du vodou et de l'art contemporain », in Vodou, Infolio éditions / MEG, coll. tabou 5, 2007  (ISBN 978-2-88474-066-1)
- Petit atlas des musiques urbaines, avec David Brun-Lambert, éditions Panama, Paris, 2010  (ISBN 978-2-35631-054-5)
- « Maudite presse », in Haïti réinventer l'avenir, collectif sous la direction de Jean-Daniel Rainhorn, éditions de la Maison des sciences de l'homme, Paris, 2012  (ISBN 978-2-7351-1419-1)
- Journal d'un Blanc, éditions Le Nouvelliste, Port-au-Prince, 2013   (ISBN 978-99935-58-42-2)[9] et éditions de l'Aire, Vevey, 2014  (ISBN 978-294053-7-15-0)
- État (State pour la version anglaise), avec Paolo Woods, éditions Photosynthèses, Arles, 2013  (ISBN 978-2-36398-007-6)[10],[11] et éditions Fokal pour la version créole, Port-au-Prince, 2014  (ISBN 978-99970-4-160-9)[12]
- Pèpè, avec Paolo Woods, éditions Riverboom/Musée de l'Élysée, Lausanne, 2013[13]
- « Vybz Kartel », in Great Black Music, collectif sous la direction d'Emmanuel Parent, éditions Actes Sud, Arles, 2014  (ISBN 978-2-330-02842-8)
- « Cher Jonathan », in Jonathan Delachaux (1996-2014: Vassili, Johan & Naïma), éditions Perifieria, Lucerne, 2015  (ISBN 978-3-906016-55-9)[14]
- « Les portraits élisabéthains », in Elisabeth Llach: Totchic, éditions Till Schaap, Berne, 2016  (ISBN 978-3-03828-066-8)[15]
- Montreux Jazz Festival: Fifty Summers of Music, avec la collaboration de Salomé Kiner, éditions Textuel, Paris, 2016  (ISBN 978-2-84597-554-5)
- « Eldorado Country Club », in Le Livre de la Jungle, Yann Gross, éditions Actes Sud, Arles, 2016  (ISBN 978-2-330-06829-5) (Éditions Aperture pour l'édition américaine; édition Editorial RM pour l'édition espagnole)
- « Genève aux rythmes du monde », éditions Labor et Fides, Genève, 2018  (ISBN 978-2-8309-1659-1)
- Happy Pills), avec Paolo Woods, éditions Delpire, Paris, 2021[16],[17]

Articles (sélection)
- « Out of Africa, le trafic d'art africain », in Le Temps, 21 mars 2009
- « La vie en blanc, les Blancs en Afrique du Sud », in Le Temps, 9 juin 2010.
- « Jean-Michel Basquiat et le vodou », Hors-série Les Inrockuptibles, 13 octobre 2010.
- « Haïti est la preuve de l'échec de l'aide internationale », interview de Ricardo Seitenfus, in Le Temps, 20 décembre 2010.
- « La Stature d'un dictateur », in Le Monde, 3 décembre 2011
- « À Port-au-Prince, l'art parmi les gravats », in Le Monde, 24 décembre 2011
- « Les Nantis d'Haïti », in Le Monde, 7 janvier 2012
- « Le Clown blanc de Kingston », in Le Monde, 28 janvier 2012
- « Populiste dans l'art », in Le Monde, 14 avril 2012

## Récompenses et distinctions
- 2002 : Prix Pascal-Arthur Gonet
- 2003 : Prix Bartok (meilleur film sur la musique) pour Bamako is a Miracle
- 2009 : Grand Prix des Radios francophones, pour Jamaïque, dans l’œil de Bob Marley, série réalisée par Arnaud Robert et Gérard Suter pour Radio Paradiso, RTS-La Première
- 2012 : Prix Jean-Dumur[18]
- 2019 : Coup de Cœur Musiques du Monde 2019 de l'Académie Charles-Cros pour Genève aux rythmes du monde. Une histoire des Ateliers d’ethnomusicologie, décerné le mercredi 20 mars 2019 à Portes-lès-Valence, dans le cadre du Festival « Aah ! Les Déferlantes ! »[19].
- 2020 : Swiss Press Award [20]
- 2023 : Prix de l’éveil de la Fondation vaudoise pour la culture[21]